# Imants Zilberts
Imants Roberts Zilberts, född 5 juli 1927 i Riga, död 1995 eller 1996 i Stockholm, var en lettisk-svensk målare och tecknare.
Han var son till snickarmästaren Ansis Zilberts och Lizete Brigadere. Zilberts kom till Sverige 1947 och studerade vid Konstfackskolan 1948–1949 samt under självstudier under årliga resor till kontinenten på 1950- och 1960-talen där han besökte de flesta av Europas länder. Han gjorde sig känd som skämttecknare och fick sina alster publicerade i bland annat Söndagsnisse-Strix, Svenska Dagbladet, Dagens Nyheter och Nebelspalter. Hans teckningar har med humor kämpat för individens rätt mot påtvingade auktoriteter, speciellt riktade sig hans satiriska teckningar mot all form av militarism och våld.

### Fotnoter
1. ↑  Sveriges dödbok 1901–2013
2. ↑  IMANTU ZILBERTU VAIRS NEGAIDIET... Jaunā Gaita nr. 204, mars 1996 (lettiska)